# Watu Karere
Watu Karere is een bestuurslaag in het regentschap West-Soemba van de provincie Oost-Nusa Tenggara, Indonesië. Watu Karere telt 1652 inwoners (volkstelling 2010).